# Juzo Megure
Juzo Megure (目暮 十三?, Megure Jūzō) è un personaggio immaginario e uno dei personaggi principali della serie manga e anime Detective Conan, creata da Gōshō Aoyama ed edita in Giappone dalla Shogakukan, nello Shōnen Sunday, e in Italia dalla Star Comics.

## Biografia
Juzo Megure è un ispettore (警部?, keibu) della prima squadra investigativa della polizia metropolitana di Tokyo, quella che si occupa degli omicidi, nonché il poliziotto che compare più volte all'interno della serie. Il più delle volte, si limita ad essere la spalla destra di Kogoro Mori nella risoluzione dei casi. Prima che Shinichi Kudo diventasse Conan, lavoravano spesso a dei casi insieme. È il diretto superiore degli agenti Wataru Takagi e Miwako Sato.
Porta sempre un impermeabile e un cappello, che indossa per nascondere una ferita che si fece durante il suo primo caso di vent'anni prima, in cui conobbe l'attuale moglie: Midori Megure. Lei volle fare da esca per aiutare la polizia ad arrestare un serial killer che investiva con l'auto le ragazze che, come lei, portavano la gonna lunga, simile a quella delle sukeban. Il criminale cercò di investire sia lei che Megure, ed entrambi si procurarono una ferita sulla fronte.
Secondo i fatti narrati nel secondo film, era l'assistente di Kogoro quando ancora quest'ultimo lavorava nella polizia. Nello stesso lungometraggio, si scopre che, proprio in quel periodo, era un fumatore. Si tratta comunque di una storia non scritta da Gōshō Aoyama.

## Origine del nome
Il suo cognome deriva da quello del commissario Jules Maigret, personaggio letterario creato dalla penna di Georges Simenon. Il cognome di quest'ultimo si può trascrivere in katakana come メグレ, cioè proprio Megure, che si pronuncia approssimativamente "Megré", come il nome Maigret, poiché la "u" è quasi muta. Il nome di battesimo, Jūzo, viene rivelato per la prima volta nel secondo film e assomiglia al nome Jules.

## Comparse in altri manga
Megure compare anche in Kaito Kid, altro manga dello stesso autore, nei due capitoli intitolati Black Star, terzo e quarto del quarto volume.